# Zračna luka Zabol
Zračna luka Zabol (IATA kod: ACZ, ICAO kod: OIZB) smještena je sjeveroistočno od grada Zabola u istočnom dijelu Irana odnosno pokrajini Sistan i Beludžistan. Nalazi se na nadmorskoj visini od 496 m. Zračna luka ima jednu asfaltiranu uzletno-sletnu stazu dužine 3002 m, a koristi se za tuzemne letove. Vodeći zračni prijevoznik koji nudi redovne letove za Teheran-Mehrabad u ovoj zračnoj luci je Mahan Air.

## Vanjske poveznice
- (engl.) DAFIF, World Aero Data: OIZB  Arhivirana inačica izvorne stranice od 4. ožujka 2016. (Wayback Machine)
- (engl.) DAFIF, Great Circle Mapper: ACZ